# Cicely Hamilton
Pour les articles homonymes, voir Hamilton.
Cicely Hamilton, née le 15 juin 1872 à Londres où elle meurt le 6 décembre 1952, est une actrice, écrivaine et journaliste britannique. 
Elle s'implique en faveur du droit de vote des femmes, notamment en tant que cofondatrice de la Women Writers' Suffrage League. Elle est connue pour sa pièce How the Vote was Won, et son essai Marriage as a Trade est un des documents majeurs du féminisme de l'époque édouardienne.

## Biographie
Cicely Mary Hammill est née dans le quartier de Paddington, et a grandi à Malvern, dans le Worcestershire. Son père Denzil Hammill est anglo-écossais et sa mère, Maude Mary Pierce est irlandaise. Après la disparition de leur mère, aux causes inconnues, et en l'absence de leur père, officier de l'armée britannique à l'étranger, les quatre enfants de la fratrie sont placés dans une famille d'accueil à Clapham. Elle fait ses études dans un pensionnat de Malvern et à Bad Homburg, en Allemagne. Après avoir enseigné quelque temps, elle est actrice durant une dizaine d'années et adopte le nom de scène de Cicely Hamilton puis mène une carrière d'auteure dramatique et de science-fiction. Elle écrit une vingtaine de pièces de théâtre comportant des thèmes féministes et attribue des rôles à des femmes, ce qui constitue une nouveauté dans le théâtre édwardien contemporain. La pièce qui lui assure une première renommée, Diana of Dobson's (1908), comporte neuf rôles tenus par des femmes, sur un total de treize rôles. 

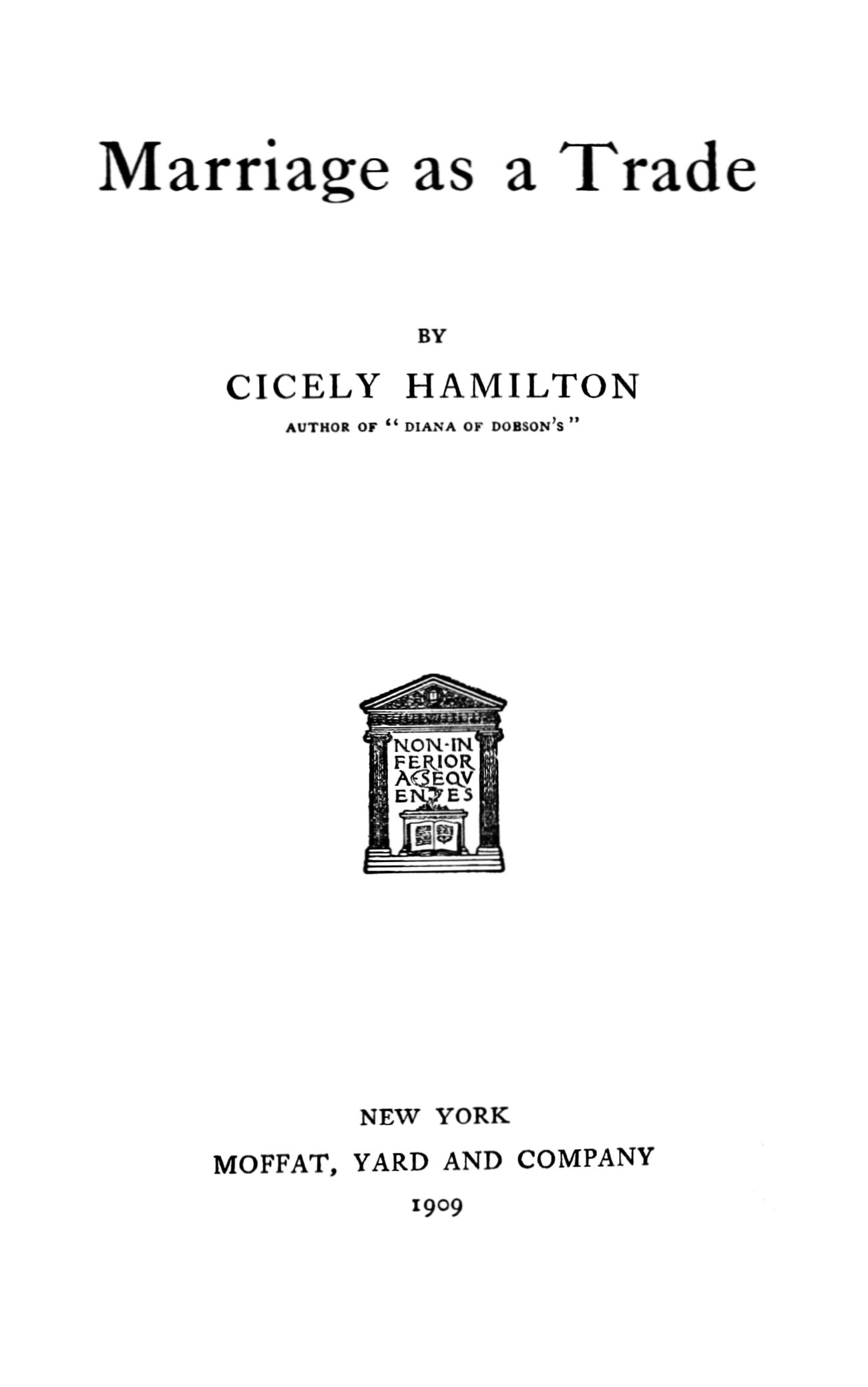
Marriage as a trade

Elle rejoint le Women's Social and Political Union fondée par Emmeline Pankhurst en 1903 et rédige les paroles de The March of the Women, chanson composée par Ethel Smyth en 1910 pour le mouvement. Elle participe également au Womens's Freedom League créé par Charlotte Despard et collabore au journal de la ligue, The Vote. Elle devient une oratrice populaire des campagnes en faveur du droit de vote des femmes, aidée en cela par « son esprit, sa beauté et son élégance ». 
En 1908, elle fonde, avec Bessie Hatton, la Women Writers' Suffrage League. La ligue atteint assez vite les 400 membres et Ivy Compton-Burnett, Sarah Grand, Violet Hunt, Marie Belloc Lowndes, Alice Meynell, Olive Schreiner, Evelyn Sharp, May Sinclair et Margaret L. Woods y adhérent. La ligue édite de la littérature engagée, notamment écrite par May Sinclair, et recrute un grand nombre de sympathisants masculins. Elle participe également, la même année, à la fondation de la Actresses' Franchise League (en), avec Elizabeth Robins et rejoint également la Women's Tax Resistance League.
Avant l'invention de la radio, et dans les tout débuts du cinéma alors encore muet, l'une des manières les plus efficaces de répandre un message dans la société et de lancer un débat était de produire des courtes pièces de théâtre qui pouvaient être jouées partout dans le pays. C'est ainsi que le théâtre suffragiste naît. Deux des plus grands exemples en sont Votes for Women, par Elizabeth Robin, et How the Vote Was Won, pièce dont Cicely Hamilton est co-auteure avec Christabel Marshall qui écrit sous le pseudonyme de «Christopher St John». Cette pièce en un acte est une adaptation de Lysistrata, d'Aristophane. La première représentation a lieu au Royalty Theatre (Londres), le 13 avril 1909. Sa pièce, Marriage as a trade (1909) s'élève contre l'incitation au mariage adressée aux femmes à l'époque édouardienne, le mariage étant la seule « profession » (trade) pour laquelle elles recevaient une formation.
Hamilton écrit aussi A Pageant of Great Women, à la demande de la metteuse en scène et directrice de théâtre Edith Craig. La pièce est jouée à Londres et part en tournée. Elle met en scène 52 personnalités féminines historiques, qui se sont montrées capables d'exercer des responsabilités, comme Jeanne d'Arc. Des actrices célèbres jouent dans la pièce, notamment Ellen Terry. Elle écrit plusieurs autres pièces et un roman, Just to get married (1911), dont elle fait ensuite une pièce. 
Pendant la Première Guerre mondiale, elle s'engage comme volontaire dans le service ambulancier écossais, et elle est administratrice d'un hôpital militaire près de Paris. De 1917 à 1917, elle participe à une compagnie de théâtre qui joue pour les soldats, organisée par Lena Ashwell. Elle crée à cette occasion Senlis, qui rappelle un fait militaire. La guerre lui enlève une partie de ses illusions concernant l’irréversibilité du progrès humain, et elle écrit William: an Englishman (1919) et Theodore Savage (1922), deux pièces qui manifestent sa désillusion.
En 1919, elle prend le poste d'attaché de presse dans la perspective de la conférence internationale pour le suffrage des femmes, qui doit se réunir en 1920 à Genève. Elle est journaliste indépendante pour le Guardian, Le Yorkshire Post, participe au comité de rédaction de l'Englishwoman, prend la direction du journal Time and Tide, fondée par Margaret Mackworth. Elle écrit une histoire du Old Vic (1926) avec Lilian Baylis.
Elle s'engage pour soutenir plusieurs causes sociales, les droits des enfants, des veuves et des mères célibataires, et revendique l'égalité salariale dans l'enseignement et l'administration. Elle prend également position sur les questions de contrôle des naissances et en faveur d'une réforme de la pénalisation de l'avortement. 
En 1931, elle publie Full Stop, les confessions d'un homme politique sur le point de mourir. Elle voyage en Grande-Bretagne et à travers l'Europe et tient des carnets de voyage. Elle écrit un récit autobiographique, Life Errant (1935). Elle reçoit une pension civile pour les services rendus à la littérature en 1938. Son dernier livre, Lament for Democraty (1940), publié au début de la Seconde Guerre mondiale, consiste en des considérations pessimistes sur la fragilité de la démocratie. De 1945 à 1952, elle est rédactrice en chef du bulletin de la British League for European Freedom. Elle meurt chez elle, à Chelsea, des suites de problèmes cardiaques, après une longue maladie, en 1952.

## Œuvres
- Diana of Dobson's, 1908.
- Marriage as a trade, 1909,  sur archive.org.
- How the Vote Was Won, Chicago, 1909.
- Just to get married, 1914.
- Life errant (autobiographie), 1935.